# La Clef de Saint-Pierre
La Clef de Saint-Pierre - Pissaloup est un parc industriel et un quartier résidentiel situé sur les communes d'Élancourt et de Trappes, à Saint-Quentin-en-Yvelines, dans le département français des Yvelines. Il est intégré depuis 2005 au pôle scientifique et technologique Paris-Saclay à travers l'opération d'intérêt national Paris-Saclay.
Créé en 1990, le quartier accueille une centaine d'entreprises sur 160 hectares et plus de 8 400 salariés y travaillent. Les bureaux d'Airbus Defense and Space et de Thales Land and Air Systems y sont également implantés. Le parc est situé dans la partie nord-ouest du pôle de Paris-Saclay.

## Géographie
Le parc est implanté au sud du département français des Yvelines, dans la région Île-de-France, à vingt-cinq kilomètres au sud-ouest de Paris-Notre-Dame. Situé sur à proximité de la colline d'Élancourt, anciennement colline de la Revanche, il occupe cent soixante hectares répartis au nord des communes d'Élancourt et de Trappes-en-Yvelines.
Le quartier est limitrophe des communes de Plaisir au nord et de Montigny-le-Bretonneux à l'est.  zone d'activités en bordure de la route nationale 12. La zone d'emploi est bordée au nord par la route nationale 12 qui mène à Versailles et la Porte de Saint-Cloud vers l'est, ainsi qu'à Brest vers l'ouest. 
À proximité du parc d'activités se trouve la ligne C du RER d'Île-de-France ainsi que lignes N et U du Transilien, au niveau de la gare de Saint-Quentin-en-Yvelines à l'est ainsi que la ligne N du Transilien aux gares de Plaisir - Grignon et de Villepreux - Les-Clayes au nord. Le réseau de bus de Saint-Quentin-en-Yvelines dessert le parc d'activités et le quartier résidentiel et dont la ligne 475 relie le quartier à la Porte d'Orléans.

## Histoire

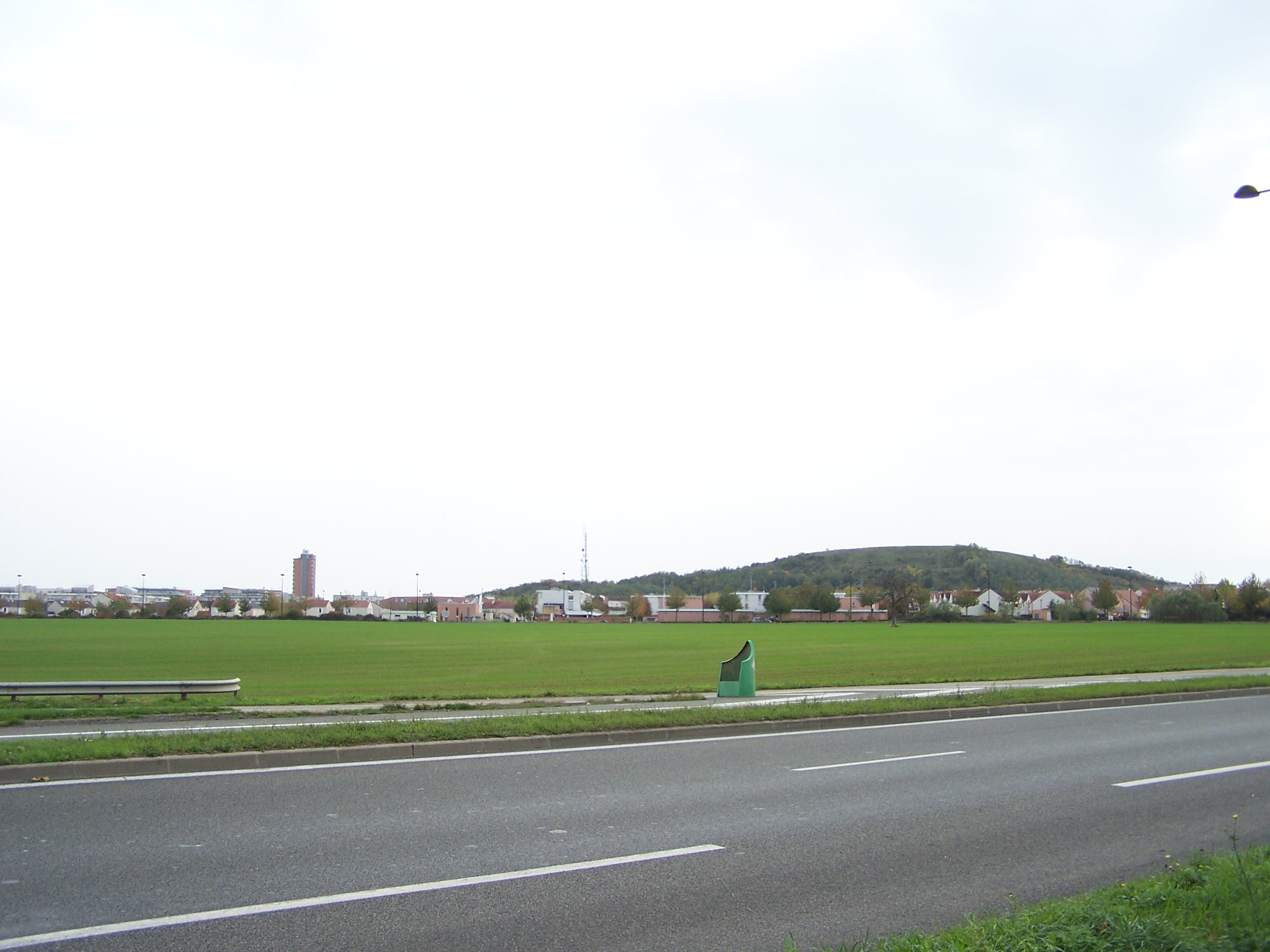
Vue de la Clef de Saint Pierre et de la colline de la Revanche à Élancourt depuis la route nationale 12.

Ancien territoire de la commune de Plaisir, le quartier de la Clef de Saint-Pierre a été rattaché à Élancourt en 1983, lorsque Plaisir a choisi de sortir de la ville nouvelle de Saint-Quentin-en-Yvelines. 
Tout d'abord uniquement zone d'activités en bordure de la route nationale 12 et contiguë à la zone d'activités de Pissaloup partagée avec Trappes-en-Yvelines, ce lieu-dit s'est rapidement métamorphosé dans les années 1990 en quartier pour accueillir de nombreux résidents et leur offrir de nombreux services de proximité, malgré une importante diminution de l'emploi sur ce quartier.
En 1988, des diplômés de l’IDHEC, actuellement La Fémis, de l’ENS Louis Lumière ainsi que des professionnels du cinéma y créent un établissement d’enseignement supérieur technique privé, l’Institut International de l’Image et du Son de Paris. Durant une vingtaine d’années, l’école développe son campus étudiant 14 000 m2 au sein du quartier de la Clef de Saint-Pierre.
Le quartier commence à s'urbaniser à partir de 1990, avec la réalisation du siège de Thomson-CSF, devenu Thales, à proximité de la route nationale 12. Cet immeuble de bureaux de 80 000 m2, est depuis 2006 occupé par EADS Defense and Security devenu Airbus Defense and Space. 
Cet immeuble de bureaux lance alors la vocation économique du nord du quartier. De nombreuses grandes entreprises s'y implantent (CRMA Aero Repair, Fenwick, Bayer, Matra, Kawasaki, etc.).
À partir de 1992, les premiers logements sont réalisés. Ils sont situés au sud du quartier, à proximité de la RD 912. Le plan d'aménagement, réalisé par l'EPASQY prévoit plus de 2 000 logements, un collège, un stade (le complexe sportif Europe), deux écoles primaires, une mairie annexe d'Élancourt, une annexe du commissariat de police municipale ainsi que de nombreux commerces sur la Place de Paris.
En 2005, le parc fut intégré à l'opération d'intérêt national Massy-Palaiseau-Saclay-Versailles-Saint-Quentin-en-Yvelines, devenue en 2010 Paris-Saclay.

## Économie
La gestion du parc et du quartier est assurée par la communauté d'agglomération de Saint-Quentin-en-Yvelines et les communes d'Élancourt et de Trappes.
En juin 2015, le quartier de La Clef de Saint Pierre - Pissaloup rassemble 166 entreprises et établissements et plus de 8400 emplois selon la communauté d'agglomération de Saint-Quentin-en-Yvelines.
Le parc est aussi intégré depuis 2005 à l'Opération d'Intérêt National Massy - Palaiseau - Saclay - Versailles - Saint-Quentin-en-Yvelines et au projet d'aménagement Paris-Saclay pour l'aménagement concerté et durable du territoire. 
Le quartier fait partie de la communauté d'agglomération de Saint-Quentin-en-Yvelines, un pôle économique d'importance du département. Par sa situation géographique, le parc est aussi intégré à l'extrême nord-ouest du pôle Paris-Saclay, avec les implantations de l'Université de Versailles - Saint-Quentin-en-Yvelines (UVSQ), membre-associée de l'Université Paris-Saclay.

### Équipements et aménagement
Le quartier propose une architecture assez caractéristique des années 1990 : toits terrasses, immeubles-villas, maisons de ville et lotissements pavillonnaires. 
Le Beffroi, qui comporte des logements étudiants à destination de l'Institut International de l'Image et du Son de Paris, constitue l'immeuble le plus haut du quartier (15 étages). À l'origine, cet immeuble devait représenter le principal « repère » de la Clef de Saint-Pierre.
C'est à proximité que se trouve la colline artificielle d'Élancourt, anciennement colline de la Revanche, point culminant de l'Île-de-France (231 m), insérée entre la zone d'activités des Bruyères à Trappes et la route départementale 912. 

### Difficultés
Début 2022, le quartier rencontre des problèmes récurrents de sécurité liés à la présence de gens du voyage installés sur une friche agricole Avenue de Chevreuse. De nombreuses dégradations et atteintes aux biens sont constatés. Malgré les plaintes des riverains, la population ne peut que constater l'inaction de la Mairie et l'absence d'intervention de la Police nationale. Le campement a été évacué en juin 2023, 18 mois plus tard.

### Enseignement
Plusieurs établissements d'enseignement secondaire et supérieur s'y trouvent :
- Le Collège de la Clef de Saint-Pierre
- Le Groupe scolaire Jean Monnet
- L'Institut International de l'Image et du Son de Paris (3IS)
- Le CFA AFOMAV
- Le Groupe scolaire Willy Brandt

### Quelques entreprises implantées
Parmi les grands noms installés dans le quartier, on trouve :
- Thales
  - Thales Land and Air Systems
  - Thales Global Services
  - Thales DMS
- Airbus, emploie plus de 2 200 salariés sur son site d'Élancourt[6]
  - Airbus Defence and Space
  - Airbus Cybersecurity
- CRMA Aero Repair
- Kawasaki Motors France
- Bayer CropScience
- Segula Technologies
- FedEx France
- Régie autonome des transports parisiens
- Francilité Saint-Quentin-en-Yvelines
- FlexLink Systems
- ScanSource Europe
- Urban Logistique
- Deleage Expansion
- AstroNova France
- Lameco
- Rexel
- Fenwick
- Onet
- Matra

## Courses et sports
C'est à proximité que se trouve la colline d'Élancourt, anciennement colline de la Revanche, point culminant de l'Île-de-France (231 m), insérée entre la zone d'activités des Bruyères à Trappes et la route départementale 912. 
Elle est aujourd'hui fréquentée par des passionnés de course à pied et de VTT. Tous les ans, s'y déroule une épreuve du Challenge athlétique des Yvelines, la course de colline d'Élancourt dite la Revanche, longue de 10 km (environ 350 participants, 10e édition en 2006). Chaque année également, a lieu une épreuve du Challenge de VTT des Yvelines, la Revancharde, qui réunit plus de 200 participants (7e édition en 2005). L'endroit avait été retenu comme site olympique pour accueillir les épreuves de VTT des Jeux olympiques d'été de 2024.

## Pour approfondir